# Conreu Sereny
Conreu Sereny és una cooperativa de treball sense afany de lucre que es va formar el 2010 fruit d'una inquietud per revitalitzar la pagesia en zones periurbanes (entorn de les ciutats), tot desenvolupant un projecte d'agroecologia dedicat a la producció i comercialització de verdura i fruita ecològica al Barcelonès Nord.
Inicialment, es va constituir com a associació i posteriorment, amb l'assessorament de les cooperatives Calidoscoop i LabCoop, va fer la transformació a cooperativa. Va ser l'any 2013 que la producció va començar de debò, després d'uns anys inicials amb diferents incidències.
Conreu Sereny pretén recuperar el cultiu en terres en desús, seguint pràctiques agroecològiques, i a la vegada creant espais d'integració per a persones que es troben en situacions socials o laborals vulnerables.
La producció de Conreu Sereny es concentra als horts de Sant Jeroni de la Murtra i de la masia de Can Coll, al barri de Canyet, i dins el Parc de la Serralada de Marina, a Badalona, on afavoreix la recuperació de terres de cultiu prop de casa amb pràctiques agrícoles respectuoses amb el medi ambient, i preservant l'entorn natural.
Conreu Sereny vol crear espais de producció agrícola amb una perspectiva ecològica i de convivència respectuosa amb el medi natural. S'ha especialitzat en el cultiu de verdures de temporada: bledes, espinacs, enciams, pebrots, tomàquets, albergínies, mongeta tendra, faves, pèsols, etc, però als horts també hi té micaquers, figueres i caquis.